# گردآوری انتقامجویان (مجموعه تلویزیونی)
گرداوری انتقامجویان (به انگلیسی: Avengers Assemble) نام سری جدید از انیمیشن معروف با همین نام می‌باشد که بر اساس کمیک‌های کمپانی مارول ساخته شده‌است. این انیمیشن به دنبالهٔ سری Earth's Mightiest Heroes می‌باشد . در این سری، شاهین (جدیدترین عضو انتقامجویان) به عنوان شخص اول در می‌باشد که به نبرد با شیاطین می‌پردازد و جهان را با هم تیمی‌هایش (که شامل مرد آهنی، کاپیتان امریکا، هالک و... می‌باشد ) نجات می‌دهد و ...